# Municipio de Villa Hidalgo (San Luis Potosí)
El municipio de Villa Hidalgo es uno de los 59 municipios del estado mexicano de San Luis Potosí. Su cabecera es la localidad de Villa Hidalgo.

## Geografía
Colinda al norte con los municipios de Venado y Villa de Guadalupe, al este con los municipios de Guadalcázar y Cerritos, al sur con los municipios de Armadillo de los Infante y Soledad de Graciano Sánchez, y al oeste con los municipios de San Luis Potosí y Villa de Arista.

## Localidades
| Localidad     | Población |
| ------------- | --------- |
| Villa Hidalgo | 2 522     |
| Corcovada     | 1 320     |
| Peotillos     | 1 180     |
| El Leoncito   | 941       |